# Fernakademie
Bei einer Fernakademie handelt es sich um eine Institution des Fernunterrichts, die – im Gegensatz zu der FernUniversität Hagen oder Fernhochschulen – keine akademischen Grade verleiht und sich häufig auf einen speziellen Bildungsbereich spezialisiert hat. Anders als bei Präsenzakademien, findet die Weiterbildung zumindest größtenteils ohne Anwesenheit der Teilnehmer statt. Stattdessen erwirbt der Fernstudent sein Wissen durch besonders aufbereitete Skripte, Präsenzseminare, multimediale Lehrmaterialien sowie die Leistungskontrolle anhand der Korrektur von Einsendeaufgaben oder Prüfungen. Neben dem klassischen Postweg und dem Telefonkontakt kommt es vermehrt auch zu der Anwendung von Chat, E-Mail-Verkehr, Video-Konferenzen und weiterer virtueller Kommunikation.
Fernakademien unterliegen in Deutschland dem Fernunterrichtsschutzgesetz und sind daher verpflichtet, ihre Fernstudienkurse durch die Staatliche Zentralstelle für Fernunterricht (ZFU) in Köln prüfen und zertifizieren zu lassen. Derzeit (Stand 14. November 2017) gibt es in Deutschland 64 Institute, die die Bezeichnung Fernakademie führen. Die Teilnehmer von Fernlehrgängen der Fernakademien erhalten im Allgemeinen einen akademie-internen Abschluss, wie ein Zeugnis oder ein Zertifikat. In der geringeren Zahl der Fälle bereitet der Fernlehrgang auf öffentliche bzw. öffentlich-rechtliche und staatliche Abschlüsse vor.
Im Gegensatz zu Fernschulen, die den Anspruch einer allgemeinbildenden Bildungseinrichtung erheben und auf Lehren und Lernen und teilweise auch auf Wertevermittlung ausgerichtet sind, handelt es sich bei Fernakademien entweder um unvollständig ausgebaute Hochschulen oder um sonstige spezialisierte Akademien. Auch wenn der Begriff „Akademie“ rechtlich nicht geschützt ist, legen die Handelsregistergerichte und die sie beratenden Kammern meistens (aber nicht grundsätzlich) recht hohe Maßstäbe für die Eintragung dieses Begriffs als Namensbestandteil in das Handelsregister an. In der Regel wird darauf geachtet, dass solche Einrichtungen dem Anspruch gerecht werden, den der Akademie-Begriff weckt.